# 周持衡
周持衡（1915年—1986年），原名周溶，祖籍浙江省绍兴县。中华人民共和国政治人物。
早年考入山东大学外国文学系，参加学生运动。1940年，担任鲁西第三专署秘书主任，后升任鲁西第三专署专员。第二次国共内战期间，担任吉林省政府民政厅副厅长、省政府秘书长、省政府副主席。1950年，担任吉林省人民政府主席。1958年，任辽宁省水电厅副厅长，辽宁省水利局局长。1979年，任辽宁省人大常委会副主任。